# Uran-6
L'Uran-6 (in cirillico: Уран-6), talvolta definito MRTK-R, è un robot cingolato a controllo remoto (UGV) di fabbricazione russa, sviluppato dalla JSC 766 Nakhabinsk con lo scopo di bonificare ampie porzioni di terreno da mine anti-uomo ed anticarro, entrato in servizio nel 2016 presso le Forze armate della Federazione Russa.
Del peso di 6 tonnellate, l'Uran-6 è stato impiegato durante la guerra civile siriana nelle operazioni di bonifica delle città di Palmira, Aleppo e Deir-el-Zor. In questo teatro operativo è riuscito a resistere ad esplosioni pari a 60 kg di TNT. Successivamente è stato impiegato nello sminamento di vaste aree del Nagorno-Karabakh.
È attivamente proposto anche sul mercato internazionale da Robosonexport.

## Caratteristiche

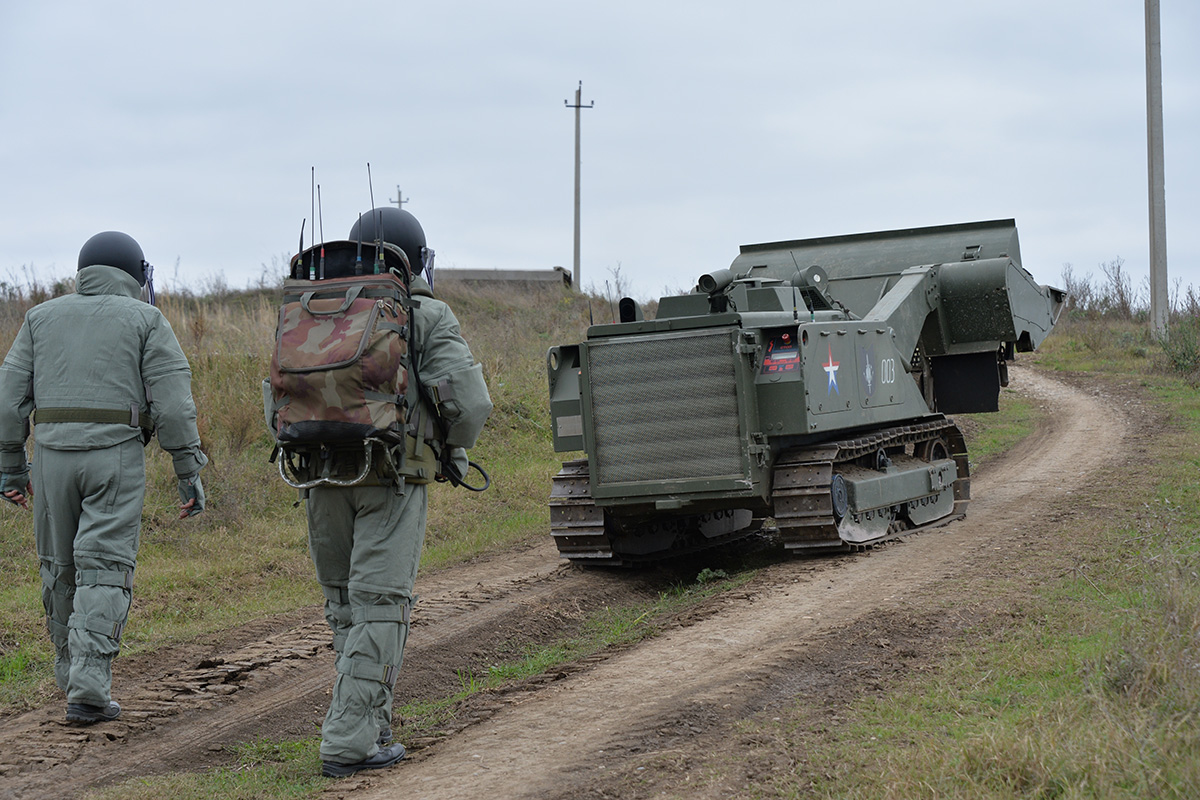
Robot geniere "Uran-6". Vista posteriore

L'Uran-6 è comandato a distanza da un operatore (posto fino a 1 km dal robot) il quale, grazie a quattro videocamere poste sulla parte anteriore del robot che trasmettono le immagini dell'area sul suo terminale in tempo reale, può contare su una vista a 360° della zona operativa.
Una volta identificato il tipo di ordigno in prossimità del robot, l'operatore può selezionare fino a cinque dispositivi diversi per effettuarne con successo lo smaltimento: in particolare, l'attrezzatura include una pala da bulldozer larga 1,8 m, un rullo dentato, un braccio robotico, una fresatrice e delle pinze idrauliche.
Ne è garantito il funzionamento continuato fino a 5 ore.

## Operatori
Russia